# Требесин
Требесин (на сръбски: Требесињ) е село в Черна гора, разположено в община Херцег Нови. Населението му според преброяването през 2011 г. е 196 души, от тях: 105 (53,57 %) сърби, 69 (35,20 %) черногорци, 11 (5,61 %) неизвестни.

## Население
Численост на населението според преброяванията през годините:
- 1948 – 112 души
- 1953 – 123 души
- 1961 – 105 души
- 1971 – 85 души
- 1981 – 91 души
- 1991 – 91 души
- 2003 – 224 души
- 2011 – 196 души